# Something in the Rain
Something in the Rain는 2018년 레이첼 야마가타의 작사와 이남철이 작곡을 하고, 레이첼 야마가타가 부른 노래이다. 밥 잘 사주는 예쁜 누나 OST Part.1로 수록되었다.